# Nasuticladius wilsoni
Nasuticladius wilsoni är en tvåvingeart som beskrevs av Freeman 1961. Nasuticladius wilsoni ingår i släktet Nasuticladius och familjen fjädermyggor. Inga underarter finns listade i Catalogue of Life.